# وادي الحيل
وادي الحيل هو مجرى مائي موسمي في جبال الحجر بالفجيرة في الإمارات العربية المتحدة. يمتدُّ الوادي من ضاحية الحيل الصناعية بالفجيرة عبر قرية الحيل وقلعة الحيل التاريخية ثُمّ يصل إلى وادي الحلو.

## الحدود
يُعتبر حد وادي الحيل في الفجيرة موطنًا لمدينة محمد بن زايد، وهي مستوطنة حديثة تهدف إلى تشييد 1100 منزل وشقة، بالإضافة إلى تقديم الخدمات. يمتد الوادي غربًا من الفجيرة إلى الجبال، ويلتقي في النهاية بوادي الحلو ووادي الصيفية، والذي يؤدي بحد ذاته إلى وادي سهم، المعروف بنقوشه الحجرية الكثيرة، ووادي ميدوك.
يقع وادي الحيل فوق قرية الحيل الجديدة التي تم بُنيت لسكان قرية الحيل القديمة. تم العثور على إحدى المقابر ترجع لحضارة أم النار في الحيل، بالإضافة إلى عدد من النقوش الصخرية من العصر الحديدي على طول مجرى الوادي. قديما كانت قرية كنود والحيل وقرية وادي الحلو المجاورة للشارقة تعتمدان على الزراعة، وخاصة التبغ، الذي كان يوفر محصولًا مربحًا للقرويين. قبل إنشاء الطريق المعدني من الفجيرة، كانت الرحلة من الحيل إلى المدينة تستغرق ثلاث ساعات بالحمار.

بُنيت قلعة الحيل في عام 1830. وكانت بيتا للشيخ عبد الله بن حمدان الشرقي في ثلاثينيات القرن العشرين.

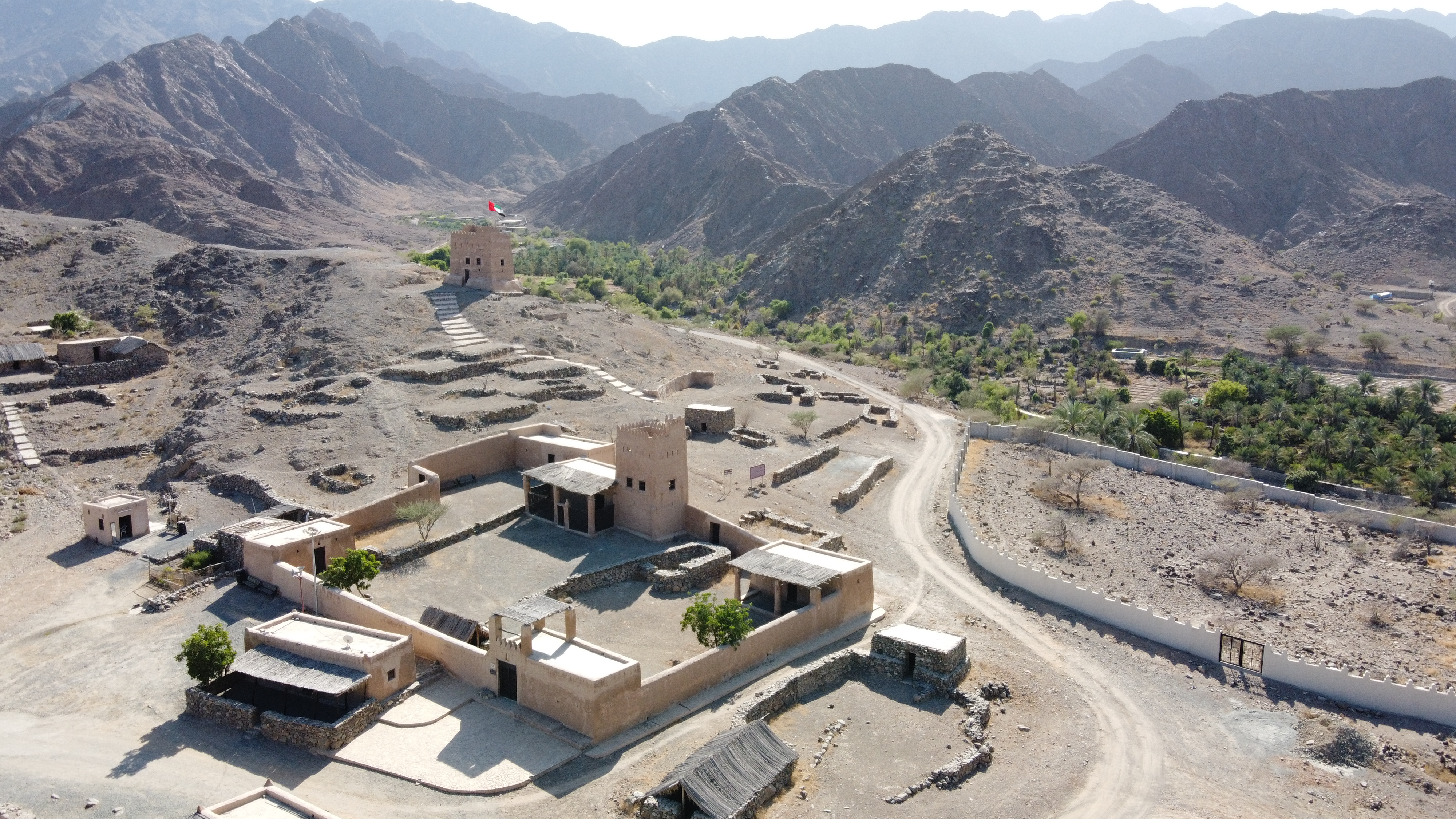
يُطل برج المراقبة في قلعة الحيل على جهة الشمال الغربي لوادي الحيل
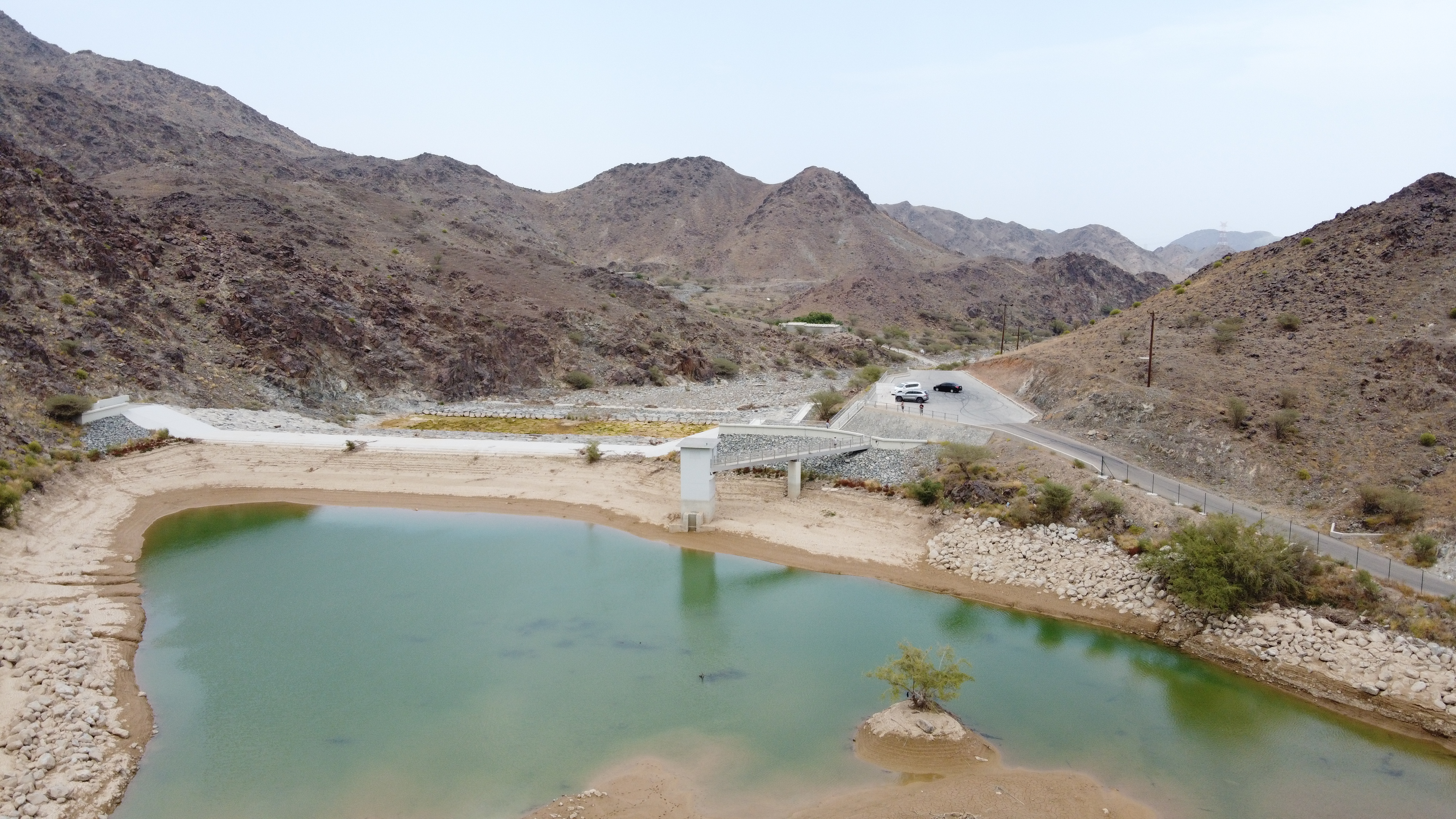
سد بوادي الحيل فوق قرية الحيل الجديدة
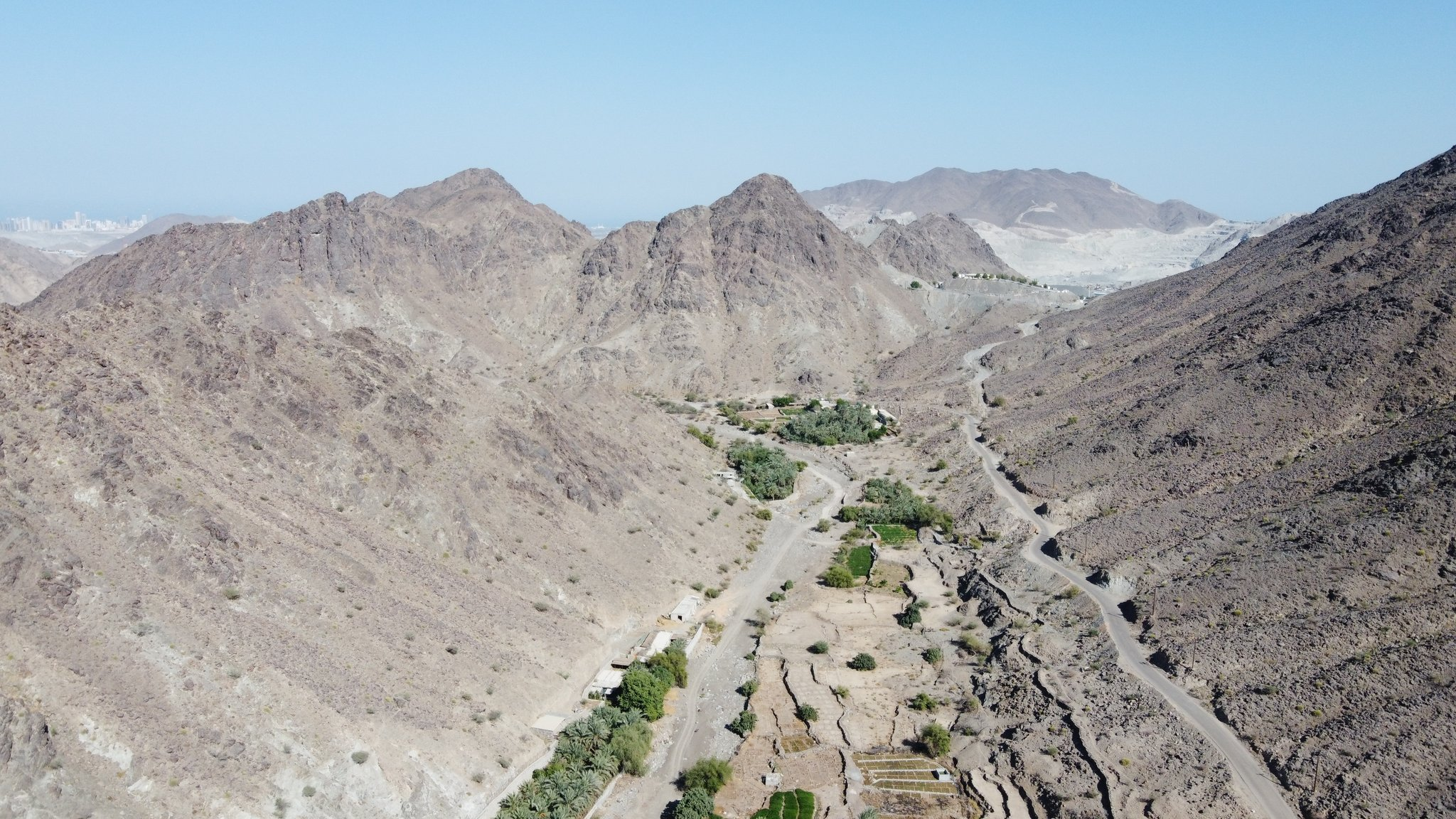
يتجه وادي الحيل شرقا باتجاه الفجيرة